# Reinliche Scheidung

Reinliche Scheidung est une locution allemande qui se traduit littéralement par « séparation nette ».
La Reinliche Scheidung fut le phénomène qui se déroula en 1923-1924 et qui marqua la scission, du point de vue de la gestion entre les différentes disciplines sportives. Ce fut principalement au niveau des clubs de football que les effets se firent sentir. La Reinliche Scheidung concerna essentiellement les clubs omnisports, surtout ceux ayant une section de football et une de gymnastique
Cette scission fut décrétée par le Deutscher Reichsausschuss für Leibesübungen (DRfL), l’organe de gestion du sport allemand à l’époque, à la suite de litiges récurrents entre les fédérations de football et de gymnastique.
Le DRfL motiva sa prise de position en déclarant qu’il ne voulait plus de double affiliation à la Deutscher Fussball Bund (DFB) et à la Deutsche Turnerschaft (DT) (Fédération de Gymnastique).
Cela provoqua la scission de nombreux clubs en deux entités distinctes et indépendantes l'une de l'autre. L’une dédiée au foot’, l’autre consacrée à la gym’.

## Clubs de Gymnastiques devenus "Omnisport"
Pour rappel, en Allemagne, les cercles gymniques furent les premiers à voir le jour et à développer leurs activités dès le milieu du XIXe siècle.
Au fil des années, succès aidant, le football s’implanta, si bien que de nombreuses "Turn Verein" créèrent des sections football puis dans d’autres disciplines. Dans beaucoup de cas, le football devint le premier fournisseur de membres au sein des différents cercles.

## Rapports Gymnastique et Football
Un des premiers grands différends entre le monde du football et celui de la gymnastique eut trait à la concurrence entre les deux disciplines. En 1891, la création de médailles et/ou de prix individuels par la Deutsche Turnerschaft (DT) pour la pratique de la gymnastique fut vivement critiquée. Avec pour conséquence, le remplacement d’épreuves individuelles par des compétitions d’équipes (club contre club). 
La Deutschen Turnenfest supprima complètement les rivalités et les remplaça, hypocritement par des épreuves prétendument libres, d’après Adolf Spies. Pour les jeunes gens, la gymnastique, contrairement au football, perdit beaucoup de son attrait.
Ce fut une des raisons pour lesquelles de nombreux clubs de gymnastique, comme le Eimsbütteler TV en 1906, créèrent des sections de football et permirent à leurs membres de pratiquer les deux sport. Le Président d’Eimsbütteler fut aussi président de la Norddeutscher Spiel-Verband (NSV), la fédération d’Allemagne du nord de football.
Un autre élément déterminant fut l’entrée du football dans les casernes. Alors que la gymnastique avait longtemps prévalu comme moyen de préparation physique, l’arrivée du football contribua à augmenter le fossé entre les deux disciplines en termes de popularité.
Pendant la Première Guerre mondiale, un rapprochement eut lieu entre les gymnastes et les autres athlètes.
Lors de la crise économique des années 1920, des fusions eurent lieu entre des clubs comme à Bielefeld, entre le 1. Bielefelder FC Arminia et le TG 1848 Bielefeld pour former le TG Arminia Bielefeld.
À partir de 1920, la Deutsche Turnerschaft laissa ses clubs prendre part aux compétitions de la DFB. Cela provoqua davantage de fusions et d’unions entre les clubs. Ce fut à partir de ce moment que se multiplièrent les appellations comme "TSV", "TuS", "TuSpo", "TSG", "STG"…

## Querelles administratives
Le conflit entre gymnastes et les autres athlètes éclata le 28 novembre 1920 après que certains clubs aient conclu des accords commerciaux avec la Deutsche Turnerschaft. Dans l’esprit général, cela réduisait, la Deutsche Turnerschaft a une société purement commerciale.
En février 1921, un compromis fut trouvé, par lequel les cercles avec une double affiliation (gym et foot) pourraient prendre part aux compétitions. Comme cela avait déjà été le cas en 1918, la Deutsche Turnerschaft perdit un tiers de ses membres opposés à la double affiliation. Le 13 avril 1922 la Deutsche Turnerschaft rompit unilatéralement les contacts. Les autres fédérations sportives répondirent en excluant de leurs compétitions les cercles de gymnastique.

## « Scission nette »
Ensuite, les autres fédérations sportives rejetèrent la proposition de fonder une Deutschen Bundes für Leibesübungen (Fédération allemande pour l’Éducation physique. En conséquence de cela, le 1er septembre 1923, la Deutsche Turnerschaft (DT) prononça la scission nette (en Allemand: reinliche Scheidung) entre la gymnastique et les autres sports.
Pour le 1er novembre 1923, les clubs et associations devaient avoir choisi de qui elle voulaient être membres: soit une fédération sportive, soit la Deutsche Turnerschaft. À la suite de cet ultimatum la DT perdit environ 25 000 membres car la grande majorité des sections de football restèrent affiliées à la DFB.
Les suites de ses désaccords furent qu’en 1923 mais plus encore en 1924, de nombreux clubs s’en allèrent. Les sections de football, de handball ou d’autres disciplines se séparèrent des gymnastes et devinrent indépendantes.
Ainsi naquirent des clubs comme le FC Schalke 04 qui était jusque-là membre du TuS 1877 Schalke, ou encore le FC St-Pauli qui à l’origine depuis 19100 était la section football du Hamburg-St. Pauli TV 1862. Ces deux cercles devinrent des entités indépendantes. 
Par contre des clubs comme le Eimsbütteler TV quittèrent totalement la Deutsche Turnerschaft.
Dans certains cas se formèrent des structures doubles. Une partie des footballeurs du Harburger TB 1865 formèrent le SV Harburg qui s’affilia à la DFB, alors que le TB 1865 conserva de son côté sa propre section de football qui participa au championnat de football organisé par la Deutsche Turnerschaft.
Au total, la Deutsche Turnerschaft (DT) conserva 676 équipes de football dans ses compétitions.

### Championnat de football de la Deutschen Turnerschaft
- 1924-1925: MTV Fürth
- 1925-1926: MTV Fürth
- 1926-1927: TV 1861 Forst
- 1927-1928: Harburger TB 1865
- 1928-1929: TV 1846 Mannheim
- 1929-1930: Kruppsche TG Essen

## Fin de la séparation
Le conflit prit fin à la suite d'un contrat signé entre la DFB, la DT et la Deutschen Sportbehörde für Leichtathletik (Fédération d’Athlétisme) qui fut signé officiellement à Berlin en 1930. 
À partir de 1931, la Deutsche Turnerschaft n’organisa plus son propre championnat de football.
Toutes les palabres, tergiversations et autres négociations furent bien vite rattrapées par la terrible actualité allemande. En janvier 1933, Adolf Hitler et son NSDAP arrivèrent au pouvoir...

### Football et Sport sous la botte
Dès leur arrivée au pouvoir, les Nazis s’occupèrent du football, de la gymnastique et des autres activités sportives. Le sport fut compris dans le programme politique du régime dictatorial qui s'installait et plaçait immédiatement l’Allemagne sous sa botte. Les mesures prises par le régime hitlérien se résumaient par le terme "Gleichschaltung" (traduction: uniformité). 
Par ailleurs, les associations et clubs travaillistes, donc d’obédiences communistes et /ou socialistes (comme l’ Arbeiter Turn-und Sportbund - ATSB) furent immédiatement décrétées interdites et dissoutes. Peu après, ce fut le tour des associations et clubs d’obédience religieuse (comme les Deutsche Jungend Kraft - DJK ou les "Eichenkreuz" qui furent dissoutes..
Le 10 mais 1933, fut officiellement annoncée la dissolution du Deutscher Reichsausschuss für Leibesübungen (DRfL) et son remplacement par le Deutschen Reichsausschusses für Leibesübungen (DRL) qui devint par la suite le Nationalsozialistischer Reichsbund für Leibesübungen (NSRL). Cet organisme fut placé sous la direction d’un Nazi "pur jus", l’ancien officier des S.A. Hans von Tschammer und Osten, nommé au titre pompeux de Reichssportführer.
À partir de ce moment, les sections de football des Turnvereine (clubs de gymnastique) retournèrent dans un championnat de football unifié. Certains cercles qui étaient devenus indépendants lors de la "reinlichen Scheidung" restèrent des entités distinctes tandis que d’autres se réunirent avec leur organisme d’origine. Ce fut notamment le cas du SV Harburg qui rentra au sein du Harburger TB 1865.